# Surabaya (Madang Suku III)
Surabaya is een bestuurslaag in het regentschap Ogan Komering Ulu van de provincie Zuid-Sumatra, Indonesië. Surabaya telt 1897 inwoners (volkstelling 2010).